# Éric Thiébaut
Éric Thiébaut (Bergen, 30 juni 1969) is een Belgische politicus voor de PS. Hij is volksvertegenwoordiger en burgemeester van Hensies.

## Biografie
Thiébaut doorliep de kleuterschool en lagere school in de gemeenteschool van Thulin. Hij ging naar de middelbare school op het Koninklijk Atheneum in Quiévrain. Hij studeerde in 1993 af als burgerlijk ingenieur aan de Faculté polytechnique de Mons. 
Van 1994 tot 1996 ging Thiébaut als ingenieur aan de slag op het Directoraat-Generaal voor Natuurlijke Hulpbronnen en Leefmilieu van het Waals Gewest, waar hij instond voor de analyse van afwateringsplannen van Henegouwse gemeenten en verantwoordelijk was voor de ontwikkeling van een geografisch informaticasysteem. Van 1996 tot 2003 was hij vervolgens ingenieur op het Waalse Directoraat-Generaal voor de Preventie tegen Vervuiling, waar hij aanvragen voor exploitatievergunningen onderzocht. Daarna was Thiébaut van 2003 tot 2004 opdrachthouder op het kabinet van de Henegouwse gedeputeerde Claude Durieux en van 2004 tot 2007 kabinetschef van de Henegouwse gedeputeerde Annie Taulet.
Eric Thiébaut trad in 1994 toe tot de PS. In 2000 nam hij in Hensies deel aan de gemeenteraadsverkiezingen. Hij werd verkozen en werd begin 2001 schepen van Financiën en Leefmilieu. Later dat jaar, in september 2001, volgde Thiébaut Jean-Marie Cheval op als burgemeester van de gemeente.. Hij oefent dit mandaat nog steeds uit.
Thiébaut nam in 1999 en 2004 eveneens deel aan de regionale verkiezingen, maar werd telkens niet verkozen. Sinds 2007 zetelt hij voor de kieskring Henegouwen in de Kamer van volksvertegenwoordigers. Hij werd er lid van de commissie Binnenlandse Zaken en de subcommissie Nucleaire Veiligheid, waarvan hij ondervoorzitter werd. Na de verkiezingen van 2024 was hij waarnemend fractievoorzitter in de Kamer, tot aan de installatie van de regering-De Wever in februari 2025.
Daarnaast was hij van 2010 tot 2015 voorzitter van de PS-federatie van Bergen-Borinage.